# 布拉赫马库拉姆
布拉赫马库拉姆（Brahmakulam），是印度喀拉拉邦Thrissur县的一个城镇。总人口13026（2001年）。

## 人口
该地2001年总人口13026人，其中男性6117人，女性6909人；0—6岁人口1489人，其中男751人，女738人；识字率84.62%，其中男性为86.28%，女性为83.15%。